# MFK Gladiatorerna
MFK Gladiatorerna (eg. Modellflygklubben Gladiatorerna) är en modellflygklubb grundad 1969, baserad i Tullinge (Botkyrka), Sverige.
Klubben är främst aktiv inom friflyget och arrangerar den årligen återkommande Gladiatordrabbningen (GD).